# Španska književnost srednjeg veka
Srednjovekovna španska književnost se sastoji od korpusa književnih dela napisanih na srednjovekovnom španskom, od početka XIII do kraja XV veka. Tradicionalno, prvo delo ove epohe je "Pesma o Sidu", koje datira iz 1207. godine, i poslednje "Selestina", koja se nalazi na prekretnici na renesansnu književnost.

## Najznačajniji istorijski događaji
- Tulusko kraljevstvo
- Toledsko kraljevstvo
- Mavarska invazija na Iberijsko poluostrvo i Al-Andaluz
- Španska rekonkista

## Najistaknutiji autori
- Fernando de Rohas
- Gonsalo de Berseo
- Horhe Manrike

## Literatura
- Alvar, Carlos, José-Carlos Mainer y Rosa Navarro, Breve historia de la literatura española, Alianza Editorial, Madrid, 2005.
- Cañas Murillo, Jesús, La poesía medieval: de las jarchas al Renacimiento, Anaya, Madrid, 1990.
- Deyermond, A. D., Historia de la literatura española, 1. La Edad Media, Ariel, Barcelona, 1989.
- Deyermond, Alan, Edad Media. Primer suplemento, vol. 1/1 de Francisco Rico, Historia y crítica de la literatura española, Crítica, Barcelona, 1991.
- Pedraza Jiménez, Felipe B. y Milagros Rodríguez Cáceres, Las épocas de la literatura española, Ariel, Barcelona, 2006.
- Rubio Tovar, Joaquín, La prosa medieval, Playor, Madrid, 1982.

## Spoljašnje veze
- Архивирано на веб-сајту  (1. новембар 2013)